# خیام میرزازاده
خیام میرزازاده (ترکی آذربایجانی: Xəyyam Hadı oğlu Mirzəzadə؛ ۵ اکتبر ۱۹۳۵ – ۳۰ ژوئیهٔ ۲۰۱۸) یک آهنگ‌ساز و استاد آذربایجانی بود.

## زندگی‌نامه
خیام میرزازاده ۵ اکتبر سال ۱۹۳۵ در شهر باکو در آذربایجان شوروی سابق به دنیا آمد. وی دانش‌آموخته آکادمی موسیقی باکو در سال ۱۹۵۷ بود. فعالیت شغلی خود را در سال ۱۹۵۷ به عنوان مدرس در این آکادمی آغاز کرد.
از سال ۱۹۶۹ تا ۱۹۸۳ ریاست کرسی آهنگ‌سازی در آکادمی موسیقی باکو را بر عهده گرفت. او مؤلف تعداد کثیری از موسیقی‌های سمفونیک و مجلسی، موسیقی‌ها برای نمایش‌های درام و فیلم‌ها، و نیز ترانه‌ها می‌باشد.
حیدر علی‌اف، رئیس‌جمهور وقت آذربایجان، ۷ اکتبر سال ۲۰۰۰ با اهدای نشان شهرت از خیام میرزازاده تقدیر کرد.

## جوایز
- خادم هنر افتخاری آذربایجان شوروی (۱۹۷۲)
- هنرمند خلق آذربایجان شوروی (۱۹۸۷)
- «جایزه کومسومول لنین» آذربایجان شوروی (۱۹۷۰)
- جایزه‌های دولتی آذربایجان شوروی (۱۹۷۶،[۱۰] ۱۹۸۶)
- نشان شهرت (۲۰۰۰)